# 212587 Bartasiute
212587 Bartasiute è un asteroide della fascia principale. Scoperto nel 2006, presenta un'orbita caratterizzata da un semiasse maggiore pari a 2,6083083 UA e da un'eccentricità di 0,1664905, inclinata di 7,23726° rispetto all'eclittica.